# 中等收入陷阱
中等所得陷阱（英語：middle income trap）或中度所得陷阱，指一國依靠某些優勢達到一定所得水準後，經濟發展停滯，無法順利邁向更高所得水準的狀況。陷入中等所得陷阱中的國家，因薪資上涨，失去出口產品的競爭力，既无法與低成本生产的他国竞争，亦無法進入高附加價值市場，以及加入已開發國家的行列。

## 成因
一個國家，如果人均自然资源有限，而且工业发展不充分，它便會滯留於低收入国家之列，落入贫困陷阱。
類似的，若该国人均自然资源丰富，但是工业发展不充分，则落入资源陷阱。假如该国的各方面优势都差不多，它就会被夹在中等收入当中，因此中等收入陷阱是较为普遍的发展陷阱。
中等收入陷阱，一般指一个国家的经济高速增长，并在人均GDP达到中等收入水準后，發展陷入停滞狀態。这个问题通常发生在发展中经济体发现自己卡在劳动力成本上涨和成本竞争力下降的中间，既无法与高技能创新的先进经济体競爭，又無法與低收入低工资的经济体在廉價生產制成品上相竞争。

## 表現
通常，被困于中等收入水準的国家表现为：
1. 投资比例持續降低；
2. 制造业增长缓慢；
3. 产业無法實現多元化；
4. 劳动力收入停留在低水平；
5. 国民受教育程度较低；
6. 人口老龄化及少子化严重，導致内需不足。

## 潛在對策
要避免中等收入陷阱，有意見認為可确定发展战略，引进嶄新生产工艺或技术，令新产品的競爭力足夠強，再對外寻找新市场，以保持出口增长。扩大内需也同等重要——生產商大量製造優质、创新的高附加值产品，日益壮大的中產階級能用其增长的购买力来购买，一樣能帮助驱动经济增长，並在此過程中从依赖廉价劳动力和资本的资源驱动型增长，转移到基于高生产率和创新的增长。这就要求必须精準且有規劃遠見地投资基礎設施和教育。
人口超過2,000萬的經濟體中，成功走出中等收入陷阱成爲發達國家的例子， 包括中華民國和南韓。例如韓國跨入先進國家的例子反映出建立高品質教育体系、鼓励创新、支持科學技术突破之重要。不過韓國在基礎科學與先進工業國家（如日本）尚有一段差距。如上所述，商業創新模式的成功與科學實力依然需要聯合搭配。

## 阶段划分
中等收入陷阱可以按照人均GDP分为五个阶段（按照2018年的美元汇率）
- 初期：世界银行中低收入国家门槛——8000美元（4000-8000美元）
- 中前期：8000——10000美元
- 中期：10000美元——世界银行高收入国家门槛（2018年为12600美元）
- 中后期：世界银行高收入国家门槛——世界银行高收入门槛*1.25（大约为12600-15750美元）
- 后期：世界银行高收入国家门槛*1.25——世界银行高收入国家门槛*1.5（大约为15750-18900美元）

若一个非资源性国家人均GDP突破了中等收入陷阱阶段后期的最大值（世界银行高收入国家门槛*1.5），便认为是成为了发达国家。(国际货币基金组织認為，人均名义GDP（以2021年為例）達20,000美元可做為发达国家最基础的門檻。)

## 相关国家
南非和巴西，近幾十年来一直苦苦挣扎于世界银行称之为中等收入的行列（人均国民总收入約为10,000至12,000美元，按2010年物價），被認爲是陷入中等收入陷阱的典型國家。
：
- 俄罗斯（被認為陷入資源陷阱）
- 阿根廷
- 南非
- 巴西
- 委内瑞拉（被認為陷入資源陷阱）
- 哥伦比亚
- 菲律宾
- 泰国

：
- 中國（諾貝爾經濟學獎得主保羅·克魯曼提出）[8]
- 印度
- 越南

以下中高等收入國家的經濟增长曾經停滯不前，現在經濟增长已經恢复正常，有可能會跳出中等收入陷阱：
- 马来西亚：2023年馬來西亞的人均GDP已經上升到13,034美元，比2021年的11,101高；而人均實質GDP亦上升到37,083美元。
- 墨西哥：2023年墨西哥的人均GDP已經上升到13,804美元，比2021年的10,046高；而人均實質GDP亦上升到24,976美元。
- 土耳其：2023年土耳其的人均GDP已經上升到13,384美元，比2021年的9,661高；而人均實質GDP亦上升到41,888美元。

## 延伸阅读
- . 书屋网.   [2016-01-27]. （原始内容存档于2013-08-02） （中文（简体））.
- .   [2012-07-05]. （原始内容存档于2012-06-23） （英语）.
- .   [2012-07-05]. （原始内容存档于2019-07-16） （英语）.
- .   [2016-01-27]. （原始内容存档于2014-07-30） （英语）.
- .   [2012-07-05]. （原始内容存档于2012-06-26） （英语）.
- .   [2012-07-05]. （原始内容存档于2012-07-03） （英语）.
- .   [2016-01-27]. （原始内容存档于2013-02-13） （英语）.
- .   [2012-07-05]. （原始内容存档于2016-02-05） （英语）.
- .   [2012-07-05]. （原始内容存档于2019-08-29） （英语）.
- . 凤凰网财经.   [2012-07-29]. （原始内容存档于2012-12-19） （中文（简体））.
- 怎样解决中国陷入中等收入陷阱的困境？ 中国经济网 2014-05-29